# Ярославське (Притобольний район)
Яросла́вське (рос. Ярославское) — село у складі Притобольного району Курганської області, Росія. Входить до складу Розкатіхинської сільської ради.
Населення — 391 особа (2010, 463 у 2002).
Національний склад станом на 2002 рік:
- росіяни — 98 %